# Hoàng Văn Bình (Lai Châu)
Hoàng Văn Bình (hoặc Hoàng Thanh Bình, sinh ngày 30 tháng 11 năm 1970, người Thái) là sĩ quan Quân đội nhân dân Việt Nam. Ông là Đại tá, hiện là Phó Chỉ huy trưởng Bộ Chỉ huy Quân sự tỉnh Lai Châu, Đại biểu Quốc hội khóa XV từ Lai Châu. Ông từng là Thường vụ Huyện ủy và Chỉ huy trưởng của hai Ban Chỉ huy Quân sự cấp huyện là huyện Than Uyên và Tân Uyên của Lai Châu.
Hoàng Văn Bình là đảng viên Đảng Cộng sản Việt Nam, học vị Cử nhân Quân sự, Cao cấp lý luận chính trị. Ông có gần 40 năm quân ngũ đa phần công tác ở vùng Tây Bắc Bộ.

## Xuất thân và giáo dục
Hoàng Văn Bình sinh ngày 30 tháng 11 năm 1970 tại thị trấn Than Uyên, huyện Than Uyên, tỉnh Lai Châu. Ông thường được gọi là Hoàng Thanh Bình, là người dân tộc Thái lớn lên và tốt nghiệp phổ thông ở Than Uyên, nhập ngũ Quân đội nhân dân Việt Nam vào tháng 9 năm 1986, học học văn hóa thiếu sinh quân ở Trường Quân sự Hoàng Liên Sơn, tốt nghiệp tháng 8 năm 1989 và tiếp tục là học viên đào tạo Tiểu Đội trưởng ở trường, tốt nghiệp tháng 2 năm 1990. Sau đó, ông từng tham gia các khóa học như đào tạo Trung Đội trưởng bộ binh ở Trường Quân sự Quân khu 2 từ tháng 4 năm 1991 đến tháng 5 năm 1992; bổ túc văn hóa Trung tâm kỹ thuật tổng hợp hướng nghiệp dạy nghề tỉnh Lào Cai từ tháng 9 năm 1996 đến tháng 5 năm 1998; và đào tạo chỉ huy Tham mưu huyện tại Học viện Lục quân từ tháng 9 năm 2011 đến tháng 1 năm 2012. Ông được kết nạp Đảng Cộng sản Việt Nam vào ngày 1 tháng 12 năm 1993t, trở thành đảng viên chính thức sau đó 1 năm, từng theo học các khóa chính trị ở Học viện Chính trị Quốc gia Hồ Chí Minh và tốt nghiệp Cao cấp lý luận chính trị.

## Sự nghiệp
Tháng 3 năm 1990, sau khi tốt nghiệp các khóa học ban đầu, Hoàng Văn Bình bắt đầu là Tiểu Đội trường khung huấn luyện tại Trường Quân sự Hoàng Liên Sơn, rồi tiếp tục học cho đến tháng 6 năm 1992 thì là Trung Đội trưởng của Đại đội 6, Tiểu đoàn 8, Trung đoàn 98, Sư đoàn 316, Quân khu 2. Tháng 1 năm 1996, ông nhận nhiệm vụ Trợ lý tham mưu Ban Chỉ huy Quân sự huyện Than Uyên của Bộ Chỉ huy Quân sự tỉnh Lào Cai, công tác liên tục gần 10 năm cho đến tháng 3 năm 2005 thì được điều đến thị xã Lai Châu làm Trợ lý Tham mưu Ban Chỉ huy Quân sự thị xã Lai Châu. Ông ở thị xã trong thời gian ngắn cho đến tháng 10 cùng năm thì trở lại làm Trợ lý Tham mưu Ban Chỉ huy Quân sự huyện Than Uyên, đến tháng 12 năm 2008 thì được phân công làm Tiểu đoàn trưởng khung thường trực của Ban Chỉ huy Quân sự huyện Than Uyên. Từ tháng 11 năm 2010, ông là Phó Tham mưu trưởng Ban Chỉ huy Quân sự huyện Than Uyên, rồi Phó Chỉ huy trưởng từ tháng 2 năm 2012, và là Chỉ huy trưởng Ban Chỉ huy Quân sự huyện Than Uyên từ tháng 8 năm 2014. Tháng 3 năm 2015, ông nhận quân hàm Thượng tá, được điều tới huyện Tân Uyên, chỉ định vào Ban Thường vụ Huyện ủy, nhậm chức Chỉ huy trưởng Ban Chỉ huy Quân sự huyện Tân Uyên.
Tháng 2 năm 2020, Hoàng Văn Bình được điều lên Bộ Chỉ huy Quân sự tỉnh Lai Châu, nhậm chức Phó Tham mưu trưởng, Bí thư Đảng ủy Phòng Tham mưu. Sang tháng 3 năm 2021, ông được thăng quân hàm Đại tá, giữ chức Phó Chỉ huy trưởng Bộ Chỉ huy Quân sự tỉnh Lai Châu. Năm 2021, với sự giới thiệu của Hội đồng Bầu cử địa phương, ông tham gia ứng cử đại biểu Quốc hội từ Lai Châu, thuộc đơn vị bầu cử số 2 gồm huyện Phong Thổ, Mường Tè, Sìn Hồ, Nậm Nhùn, rồi trúng cử Đại biểu Quốc hội khóa XV với tỷ lệ 88,18%.

## Lịch sử thụ phong quân hàm
| Quân hàm |        |  |  |  |  |  |  |  |  |  |  |
| Cấp bậc  | Đại tá |  |  |  |  |  |  |  |  |  |  |
|          |        |  |  |  |  |  |  |  |  |  |  |